# Pahasu
Pahasu è una suddivisione dell'India, classificata come nagar panchayat, di 17.116 abitanti, situata nel distretto di Bulandshahr, nello stato federato dell'Uttar Pradesh. In base al numero di abitanti la città rientra nella classe IV (da 10.000 a 19.999 persone).

## Geografia fisica
La città è situata a 28° 10' 60 N e 78° 2' 60 E e ha un'altitudine di 186 m s.l.m..

## Società

### Evoluzione demografica
Al censimento del 2001 la popolazione di Pahasu assommava a 17.116 persone, delle quali 8.999 maschi e 8.117 femmine. I bambini di età inferiore o uguale ai sei anni assommavano a 2.978, dei quali 1.548 maschi e 1.430 femmine. Infine, coloro che erano in grado di saper almeno leggere e scrivere erano 8.179, dei quali 5.125 maschi e 3.054 femmine.